# Народна міліція (Чехословаччина)
Народна міліція (чеськ. Lidové milice, словац. Ľudové milície), або іноді Озброєний кулак робітничого класу (чеськ. Ozbrojená pěst dělnické třídy, словац. Ozbrojená päsť robotníckej triedy) — бойові робітничі загони, створені рішенням ЦК Комуністичної партії Чехословаччини 21 лютого 1948 року під час підготовки комуністичного перевороту в цій країні. Діяли в 1948—1989 роках.
Поява Народної міліції була незаконною і законодавчо не регламентованою. Однією з небагатьох правових норм, у яких згадується діяльність Народної міліції, був Закон № 40/1974 Sb. про Корпус національної безпеки (КНБ), згідно з яким міліція могла бути залучена до виконання завдань КНБ з підтримки громадського спокою, порядку та безпеки в державі. Іншими правовими нормами є, наприклад, Закон 286/1948 Sb., постанова 209/1949 Sb., указ 30/1971 Sb.
Уперше термін «Народна міліція» використано у березні 1948 року, але принаймні до середини 1948 року продовжували вживатися назви «Фабрично-заводська міліція» (чи «Фабрично-заводські дружини») або «Робітнича міліція». Останню вживав і Клемент Ґотвальд у своїй промові 28 лютого 1948 року, звідки цей термін підхопив друкований орган ЦК КПЧ газета «Руде право».